# مارول (کلرادو)
مارول (به انگلیسی: Marvel) یک منطقهٔ مسکونی در ایالات متحده آمریکا است که در شهرستان لا پلاتا، کلرادو واقع شده‌است. مارول ۲٬۰۵۳ متر بالاتر از سطح دریا واقع شده‌است.